# VietPride
VietPride, còn được gọi là Ngày hội tự hào, là sự kiện thường niên của cộng đồng LGBT ở Việt Nam, diễn ra đầu tiên ở Việt Nam tại Hà Nội vào ngày 3–5 tháng 8 năm 2012, khởi xướng bởi Trung tâm nghiên cứu và ứng dụng Khoa học về Giới, Gia đình, Phụ nữ và Vị thành niên (CSAGA), với đóng góp quan trọng từ Nguyễn Thanh Tâm - một nhà vận động nổi bật trong giai đoạn đầu của phong trào về quyền LGBT+ tại Việt Nam, cùng nhiều cá nhân vận động vì quyền người nữ yêu nữ khác tại Hà Nội. Một số tổ chức khác như Trung tâm Sáng kiến Sức khỏe và Dân số (CCIHP) cùng Viện nghiên cứu Xã hội, Kinh tế và Môi trường (iSEE) tham gia VietPride 2012 trong một số phiên thảo luận và chia sẻ, không đóng vai trò đồng tổ chức. Trên thực tế, có nhiều tranh cãi và nhiều khẳng định khác nhau về vai trò tổ chức, khởi xướng và sở hữu sự kiện này giữa các tổ chức hoạt động về quyền LGBT+ tại Việt Nam. Sự tranh cãi ngầm về ai hay tổ chức nào khởi xướng sự kiện này chủ yếu diễn ra giữa các nhóm/cá nhân bao gồm cả trong cộng đồng và ngoài cộng đồng LGBTIQ+, là những nhóm/cá nhân cạnh tranh về quyền lực và mức độ ảnh hưởng nhằm thu hút tài trợ trong lĩnh vực bảo vệ quyền LGBTIQ+. Dù vậy, điều này cũng này cho thấy vai trò đặc biệt quan trọng của VietPride 2012 trong lịch sử phong trào LGBTIQ+ tại Việt Nam.
Tháng tự hào diễn ra ở Việt Nam lần đầu tiên vào tháng 8 năm 2013. Nội dung của sự kiện thường bao gồm diễu hành, chiếu phim, trình bày kết quả nghiên cứu, chia sẻ của người trong cuộc, giao lưu cộng đồng... nhằm xóa bỏ sự kỳ thị, phân biệt đối xử với cộng đồng LGBT ở Việt Nam.
Cộng đồng LGBT ở Việt Nam còn tham gia Tháng tự hào quốc tế, diễn ra vào tháng 6 hàng năm để kỉ niệm cuộc bạo loạn Stonewall. Tháng tự hào ở Việt Nam thường diễn ra sau đó, vì nhiều lý do, trong đó có lý do thời tiết. Theo UNDP Việt Nam, Pride ở Việt Nam đóng vai trò then chốt trong việc thúc đẩy quyền LGBTIQ+.

## Lịch sử

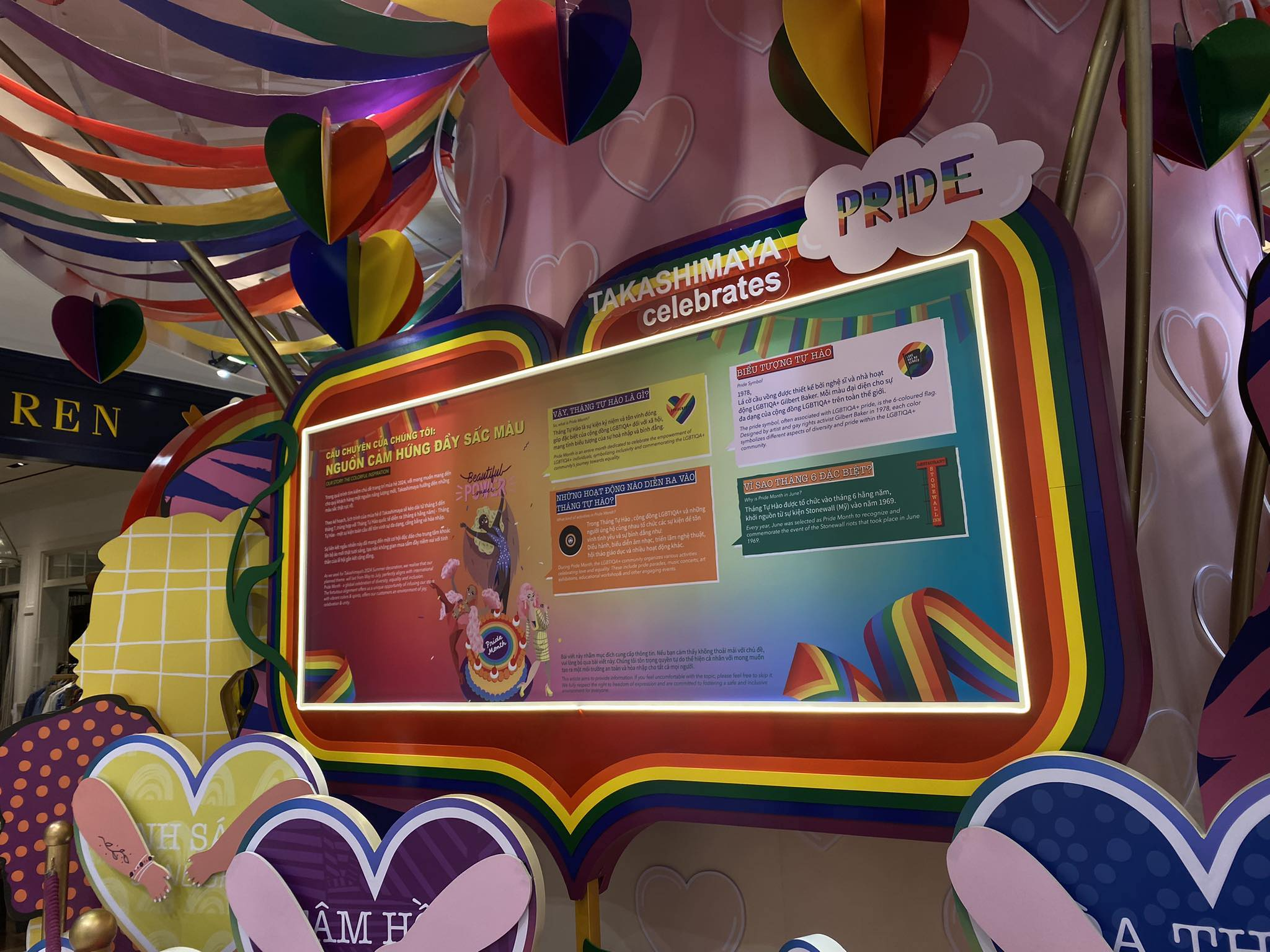
Tuyên truyền Tháng tự hào tại Thành phố Hồ Chí Minh năm 2024.

Tên gọi "VietPride" có thể được sử dụng để chỉ chung cho các hoạt động tại tất cả hoặc ở một số các tỉnh thành, nhiều tỉnh thành khác nhau có thể có tên gọi, cách thức tổ chức hay chủ đề riêng. Năm 2016, VietPride được đề cử trong hạng mục "Sự kiện có ảnh hưởng đến giới trẻ" của WeChoice Awards 2016. Kể từ 2017, "Việt Pride Hà Nội" đổi thành "Hanoi Pride". Sự kiện Pride ở Việt Nam từng được nhiều kênh truyền hình tại Việt Nam truyền thông như VTV4, VTV6 và VTV9. Chương trình diễn ra online vào năm 2020 và 2021 do ảnh hưởng của đại dịch COVID-19.

| Năm  | Thời gian                | Chủ đề                                         | Chú thích            |
| ---- | ------------------------ | ---------------------------------------------- | -------------------- |
| 2012 | 3–5 tháng 8              | Từ Stockholm đến Hà Nội: Pride không biên giới | [ 12 ]               |
| 2013 | 2–25 tháng 8             | Niềm tự hào lan tỏa                            | [ 4 ]                |
| 2014 | 18 tháng 7 – 3 tháng 8   | Hãy cứ sống - Hãy cứ yêu                       | [ 13 ]               |
| 2015 | 12 tháng 7 – 23 tháng 8  | Tung cánh                                      | [ 14 ]               |
| 2016 | 24 tháng 7 – 28 tháng 8  | Là chính mình, yêu người mình yêu              | [ 15 ]               |
| 2017 | 29 tháng 7 – 1 tháng 10  | Gieo mùa yêu thương, ươm mầm bình đẳng         | [ 16 ]               |
| 2018 | 1 tháng 8 – 30 tháng 9   | Niềm tự hào của chúng ta                       | [ 17 ]               |
| 2019 | 4 tháng 8 – 12 tháng 10  | Công khai và tự hào                            | [ 18 ] [ 19 ] [ 20 ] |
| 2020 | 1 tháng 9 – 24 tháng 10  | (TPHCM) PrideBus - Chuyến xe tự hào            | [ 21 ] [ 22 ]        |
| 2021 | 16 tháng 8 – 31 tháng 10 | (TPHCM) Không có việc gì khó                   | [ 23 ]               |
| 2022 | 31 tháng 7 – 15 tháng 10 | (TPHCM) Không khuôn mẫu                        | [ 24 ] [ 25 ] [ 26 ] |
| 2023 | 12 tháng 8 – 29 tháng 10 | (TPHCM) Thập kỷ kiên cường                     | [ 27 ] [ 28 ]        |
| 2024 | 15 tháng 8 – tháng 10    | (TPHCM) Đã tới lúc                             | [ 29 ] [ 30 ]        |

### Tại Hà Nội
| Năm  | Thời gian                    | Chủ đề                                         | Chú thích   |
| ---- | ---------------------------- | ---------------------------------------------- | ----------- |
| 2012 | 3–5 tháng 8                  | Từ Stockholm đến Hà Nội: Pride không biên giới | [ 12 ]      |
| 2013 | 2–4 tháng 8                  | Bước ra ánh sáng                               | [ 31 ]      |
| 2014 | 1–3 tháng 8                  | Tay trong tay                                  | [ 32 ]      |
| 2015 | 31 tháng 7 – 2 tháng 8       | Tôi khác biệt, tôi tự hào                      | [ 33 ]      |
| 2016 | 17–21 tháng 8                | Hành trình tự hào                              | [ 34 ]      |
| 2017 | 18–24 tháng 9                | Thủ đô tự hào                                  | [ 9 ] [ 9 ] |
| 2018 | 17–22 tháng 9 và 11 tháng 11 | Thương mến, Hà Nội                             | [ 35 ]      |
| 2019 | 16–22 tháng 9                | Tôi trong chúng ta                             | [ 36 ]      |
| 2020 | 14–20 tháng 10               | Where are you?                                 | [ 37 ]      |
| 2021 | 8–14 tháng 11                | On becoming Pride                              | [ 38 ]      |
| 2022 | 19–25 tháng 9                | Gõ cửa mở yêu thương                           | [ 39 ]      |
| 2023 | 15–24 tháng 9                | Những thế hệ tự hào                            | [ 40 ]      |
| 2024 | 9–22 tháng 9                 | Giới này là của chúng mình!                    | [ 41 ]      |